# Бюро по международным вопросам труда
Бюро по международным вопросам труда (англ. Bureau of International Labor Affairs, ILAB) — оперативное подразделение Министерства труда США, которое управляет международными обязанностями департамента.
Бюро способствует экономической безопасности и стабильности условий труда работников США в международных отношениях, консультирует и предоставляет статистические данные по политическим решениям, касающихся трудящихся США.
Бюро представляет Соединенные Штаты на торговых переговорах и в международных организациях, таких как Международная организация труда, Всемирная торговая организация и Организация экономического сотрудничества и развития. Бюро предоставляет техническую помощь зарубежным странам в интересах Соединенных Штатов и дополнительно работает с другими правительственными учреждениями по борьбе с незаконным детским трудом и торговлей людьми в Соединенных Штатах и за пределами страны.
Согласно заявлению о миссии: «Бюро по международным вопросам труда возглавляет усилия Министерства труда США по обеспечению справедливого обращения с трудящимися во всем мире и их возможности пользоваться благами глобальной экономики. Миссия ILAB заключается в улучшении условий труда во всем мире, повышении уровня жизни, защите способности работников осуществлять свои права и решении проблемы эксплуатации детей и других уязвимых групп населения на рабочем месте. Наши усилия помогают обеспечить справедливые условия для американских рабочих и способствуют укреплению экспортных рынков для товаров, произведенных в Соединенных Штатах».
В настоящее время бюро руководит второй замиститель министра иностранных дел Теа Ли.

## История
Бюро было сформировано 10 октября 1947 года во время правления президента Гарри Трумэна под руководством Льюиса Швелленбаха для исполнения международных директив Министерства труда США. С момента своего создания бюро участвовало в создании Закона о торговых соглашениях 1979 года, способствовало вступлению Соединенных Штатов Америки в Международную организацию труда и управляло Североамериканским соглашением о трудовом сотрудничестве как части Североамериканского соглашения о свободной торговле, которое касалось торговых отношений и требовало создания в каждом государстве-члене департамента для предоставления информации об условиях труда в этой стране.

## Детский труд, торговля людьми и принудительный труд
В 1993 году Конгресс США поручил министру труда Роберту Райху определить зарубежные страны, которые экспортируют в Соединенные Штаты товары, произведенные с использованием детского труда. Ответственность за этот проект была возложена на бюро, которое опубликовало отчет «Пот и труд детей: использование детского труда в американском импорте».
В 1999 году президент Билл Клинтон подписал Указ № 13126, запрещающий покупку товаров, произведенных с помощью принудительного труда или в условиях договорного рабства. Он также уполномочил Министерство труда составить список предметов из соответствующих стран, которые будут запрещены к импорту. Текущий список, составленный бюро, состоит из 31 продукта, включая бамбук, бобы, какао, кофе, орехи, рис, каучук, креветки и сахарный тростник. Продукция поступает из таких стран, как Афганистан, Аргентина, Бенин, Боливия, Буркина-Фасо, Бирма, Китай, Колумбия, Конго, Эфиопия, Гана, Индия, Кот-д’Ивуар, Мали, Непал, Нигерия, Пакистан, Россия, Сьерра-Леоне, Таджикистан, Таиланд и Узбекистан. По состоянию на 2004 год с 1995 года бюро потратило более 250 миллионов долларов на борьбу с детским трудом.
10 апреля 2009 года бюро объявило о намерении финансировать международные проекты по ликвидации детского труда. Инициатива предполагает присуждение основанных на заслугах премий организациям, стремящимся финансировать проекты по борьбе с детским трудом посредством образования. На эти цели в Гватемале, Индонезии, Непале и Руанде из бюджета США предполагалось выделить 20 миллионов долларов.

## Международное техническое сотрудничество
Бюро предоставляет техническую помощь другим странам в области технических знаний, здоровья работников и условий труда с целью принести пользу внешней политике США. Программа помощи началась после Второй мировой войны, когда Министерство труда научило немецких профсоюзных активистов оказывать помощь в восстановлении Европы. В 1975 году бюро работало с правительством Саудовской Аравии над разработкой программы профессионального обучения, а в 1989 году, после принятия Закона о поддержке восточноевропейской демократии, бюро помогало переходящим к более открытой экономической системе странам развивать рынки труда. Кроме того, бюро предприняло социальные международные инициативы по борьбе с распространением ВИЧ/СПИДа среди работников. Все эти инициативы были направлены на обеспечение стабильности взаимосвязанной глобальной экономики, в которой проблемы труда в зарубежных странах могут иметь негативные последствия в Соединенных Штатах.

## Отделы
- Канцелярия второго заместителя министра по международным делам (Office of the Deputy Under Secretary for International Affairs, ODUS)
- Управление по детскому, принудительному труду и торговле людьми (Office of Child Labor, Forced Labor, and Human Trafficking, OCFT)
  - Отдел исследований и политики
  - Отдел мониторинга и оценки
  - Отдел Азии/Европы/Ближнего Востока и Северной Африки
  - Отдел Латинской Америки и Карибского бассейна
  - Африканский отдел
- Управление по вопросам торговли и труда (Office of Trade and Labor Affairs, OTLA)
  - Отдел торговой политики и переговоров (TPN)
  - Отдел мониторинга и обеспечения соблюдения торговых соглашений (МЕТА)
  - Отдел технической помощи и сотрудничества (TAC)
- Управление международных отношений (Office of International Relations, OIR)
  - Отдел многосторонних и глобальных проблем
- Управление экономических и трудовых исследований (Office of Economic and Labor Research, OELR)

## Внешние ссылки
- Официальный сайт Министерства труда США
- Официальный сайт Бюро по международным вопросам труда
- Избранные публикации и документы Бюро по международным вопросам труда
- Официальный сайт Международной организации труда (МОТ)
- Веб-сайт Управления Государственного департамента США по мониторингу и борьбе с торговлей людьми (G/TIP)